# باسکالتسی
باسکالتسی (به بلغاری: Baskaltsi) یک منطقهٔ مسکونی در بلغارستان است که در شهرستان پتریچ واقع شده‌است.